# Alexander Bunbury
Alexander Bunbury   (Plaisance, 18 de juny de 1967) és un exfutbolista canadenc de la dècada de 1990. També fou jugador de futbol sala.
Fou 65 cops internacional amb la selecció del Canadà.
Pel que fa a clubs, destacà a West Ham United FC i Marítimo de Funchal.
Trajectòria com a entrenador:
- 2000–2008: Bangu FC
- 2008–2012: Minnesota Thunder (academy)
- 2014–: Minnesota Twin Stars